# Ermita de la Cara de Dios
La ermita de la Cara de Dios era un lugar de culto, hoy desaparecido, situado en Madrid, en la calle de la Princesa.

## Historia
La ermita fue fundada a partir del testamento de Catalina Mariana Artal de Alagón, esposa de Agustín Homodei, luego marqués consorte de Almonacid. Fue primer patrono de la capilla este último. A través del matrimonio de uno de los hijos de Agustín Homodei, Carlos, con Leonor de Moura y Aragón, marquesa de Castel-Rodrigo pasó el patronazgo a los sobrinos de esta, los príncipes Pío de Saboya, marqueses de Castel-Rodrigo en 1717. La capilla se encontraba enclavada dentro de las casas de los príncipes Pío de Saboya situadas en la conocida como plaza de los Afligidos.

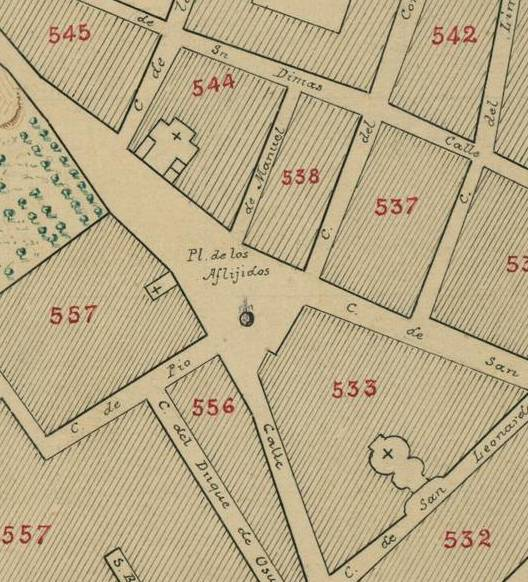
Detalle del plano de Madrid de Antonio Espinosa de los Monteros (1769) en el que se muestra la plazuela de los Afligidos. La manzana 544 corresponde al convento de San Joaquín, la 557 a las casas de los príncipes Pío de Saboya, con la capilla enclavada en las mismas.

La capilla fue inaugurada el 21 de enero de 1689 bajo el nombre de capilla de Nuestra Señora de la Concepción, contando con doce capellanes y un capellán mayor. Posteriormente, el templo consiguió la licencia para celebrar la eucaristía en 1701.
El templo fue conocido popularmente como ermita de la Cara de Dios. Este nombre se debía a una imagen de la Santa Faz, que había sido donada a la iglesia por el cardenal Luis Homodei, hermano del primer patrono de la capilla, y que fue en seguida objeto de devoción popular. La mayor expresión de esta devoción popular consistía en una concurrida romería a la capilla realizada cada Viernes Santo.
La ermita fue derribada en 1966.
La imagen de la Santa Faz se trasladó tras el derribo a la segunda iglesia del Buen Suceso. En 1967 fue trasladada a la iglesia de San Marcos.

## Descripción
El aspecto exterior de la iglesia en el siglo XX correspondía con una fachada de estilo ecléctico (con una cierta inspiración identificable con el neorrománico) a la calle de la Princesa. La fachada se componía de dos cuerpos. El cuerpo inferior contaba con una puerta de medio punto de estilo románico en el centro. En el cuerpo superior se disponía otro arco ciego en el que se encuadraban agrupadas tres ventanas terminadas cada una en un arco de medio punto, todo ello en el marco de una clara inspiración románica. Los cuerpos se coronaban con un frontón en forma de triángulo cortado y rematado por una espadaña, que contaba con una campana. La puerta de acceso estaba protegida por una reja de media altura, que la separaba de la calle de la Princesa. En línea con la fachada, inmediatamente al sur, se disponía una casa de un solo piso destinada posiblemente a servir de capellanía al templo.

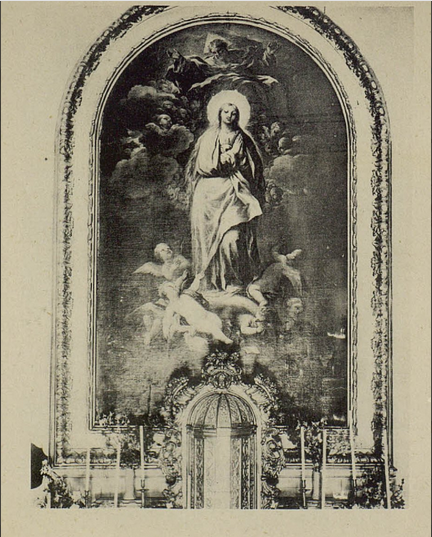
Imagen en que se muestra el cuadro de la Inmaculada Concepción por Lucas Jordán, situado en el altar mayor de la capilla (hoy en el Palacio Arzobispal de Madrid)

En el interior sabemos que contaba con un lienzo representando la Inmaculada Concepción, titular de la capilla, por Lucás Jordán. Además contaba con la reliquia de la Santa Faz que dio origen al nombre popular de la ermita. Tanto la Inmaculada Concepción de Jordán como la reliquia de la Santa Faz son recogidos por Ponz dentro de su Viage de España, al tratar las casas de los grandes en el tomo dedicado a Madrid.

## En la cultura
La fama de la romería llegó a ser tal que se compusieron distintas obras en torno a la imagen y su romería:
- En 1898, Carlos Arniches escribió el melodrama La Cara del Dios.
- En 1899, Ruperto Chapí compuso la zarzuela La Cara de Dios, basada en la obra de teatro anterior, que fue estrenada en el Circo Price el 21 de noviembre de ese año.
- En 1900, A cuarto y a dos, otra zarzuela, del mismo autor y continuación de la anterior.
- En 1900, La Cara de Dios, novela por entregas escrita por Ramón María del Valle-Inclán.

### Individuales
1. 1 2 3  «La Cara de Dios, romería y verbena de otro tiempo | Revista Madrid Histórico». Consultado el 23 de marzo de 2020.
2. ↑  Encyclopedia metodica. Geografía moderna. Madrid: en la Imprenta de Sancha. 1792. p. 10. Consultado el 23 de marzo de 2020.
3. ↑  «En la capilla pública del Excmo. Sr. Pío, sita en la plazuela de Afligidos de esta corte, se celebra solemne fiesta a su titular y patrona la Inmaculada Concepción de Nuestra Señora, hoy viernes  8 del corriente». Diario de Madrid (343). 8 de febrero de 1820. p. 787. Consultado el 23 de marzo de 2020.
4. ↑  Martínez de la Torre, Fausto; Asensio, José (1985) [1800]. Plano de la Villa y Corte de Madrid, en  sesenta y cuatro láminas, que demuestran otros tantos barrios en que está dividida; con los nombres de todas sus plazuelas y calles, números de las manzanas, y casas que comprehende cada uno; con otras curiosidados útiles a los naturales y forasteros. Artes Gráficas Municipales. p. 251.
5. 1 2 3  «Interior.- Madrid.- El Sr. Vicepresidente tercero de las Córtes y Consejero de Estado, Diputado progresista en Albacete, falleció anteanoche á las diez. Numerosa la concurrencia de fieles al santuario de la Cara de Dios. Esta noche se reúnen en la capilla de los Estudios de San Isidro, jóvenes de 20 años.». Gaceta de Madrid (86). 27 de marzo de 1869. p. 4.
6. ↑  «ESTAMPA ANTIGUA DE LA SANTA FAZ O CARA DE DIOS DE MADRID, CALLE PRINCESA 12, CIRCA 1900, MUY ESCASA». todocoleccion.net. Consultado el 23 de marzo de 2020.
7. ↑  «Romería de la Cara de Dios». Consultado el 23 de marzo de 2020.
8. 1 2  «PARTE NO OFICIAL.- INTERIOR.- Madrid.- Celebración de los Divinos Oficios en la Capilla de Palacio. Entrega de la Cruz de Pelayo á S. A. R. la Serma. Sra. Princesa de Asturias. A la popular romería de la Cara de Dios asistió ayer mañana un gentío extraordinario en medio del mayor órden.». Gaceta de Madrid (86). 27 de marzo de 1875. p. 4.
9. ↑  «En la capilla pública de Ntra. Sra. de la Corrcepcion, sita en la casa del Excmo. Sr. Príncipe Pio, plazuela de Afligidos, se manifiesta á la pública veneracion la Santa Faz de nuestro Señor Jesucristo el jueves y viernes Santo». Diario de Avisos (77). 18 de marzo de 1818. p. 365.
10. ↑  Osorio, Carlos (1 de abril de 2013). «Caminando por Madrid: La Romería de la Cara de Dios». Caminando por Madrid. Consultado el 23 de marzo de 2020.
11. ↑  «Soledad y Yacente». www.sanmarcos.es. Consultado el 23 de marzo de 2020.
12. ↑  Hermoso Cuesta, Miguel (2001). «Obras inéditas de Lucas Jordán en España». Artigrama (16): 398. ISSN 0213-1498.
13. 1 2  Ponz, 1776, p. 336.
14. ↑  Ceán Bermudez, Juan Agustin (1800). Diccionario historico de los mas illustres profesores de las bellas artes en España. Viuda de Ibarra. p. 348. Consultado el 23 de marzo de 2020.
15. ↑  Palazón, Juan Manuel Abascal; Die, Rosario; Fernández, Rosario Cebrián; Cebrián, Rosario (2009). Antonio Valcárcel Pío de Saboya, Conde de Lumiares (1748 - 1808): apuntes biográficos y escritos inéditos. Real Academia de la Historia. ISBN 978-84-96849-54-9. Consultado el 23 de marzo de 2020.
16. ↑  Mesonero-Romanos, Ramón de (1833). Manual de Madrid: descripción de la Corte y de la Villa .... D.M. de Burgos. p. 175. Consultado el 23 de marzo de 2020.